# TRAZ
TRAZ, anche scritto ...TRAZ: Transformable Arcade Zone in alcune versioni, è un videogioco appartenente al filone dei cloni di Breakout, pubblicato dalla software house Cascade Games nel 1988 per Commodore 64 e nel 1989 per MS-DOS e ZX Spectrum.

## Modalità di gioco
TRAZ è un videogioco clone di Breakout, ma con diverse caratteristiche aggiuntive, in particolare la possibilità di gioco a due giocatori con più racchette, 64 livelli all'interno di una mappa da completare progressivamente e un editor di livelli per creare nuovi schemi.
Ciascun giocatore, a seconda del livello, ha il controllo contemporaneo di una o più racchette scorrevoli in orizzontale o in verticale in diverse zone dello schermo. Quando si gioca in due, le racchette controllate dall'uno e dall'altro vengono occasionalmente scambiate. Tutte le racchette si possono muovere a due velocità, tenendo premuto o meno il pulsante di fuoco.
Anche le "linee di gol" attraverso cui la pallina può uscire dal gioco, causando la perdita di una vita (per entrambi, se si gioca in 2), possono essere diverse in vari punti dello schermo.
Tra gli altri elementi degli schemi ci sono generatori di mostri, specchi riflettenti che deviano in modo imprevedibile la traiettoria della pallina, mattoncini indistruttibili e punti interrogativi che possono concedere vari tipi di bonus (vita extra, palline multiple, distruzione dei mostri, risoluzione immediata dello schema) o penalità (invisibilità, effetto magnetico o aumento della velocità della pallina), ignoti finché non vengono raccolti.
Scopo del gioco è completare la mappa di 8x8 schemi per un totale di 64 livelli di gioco. Ogni partita inizia da uno di essi a caso. Completato un livello si può scegliere a quale di quelli adiacenti passare, ma non tutti sono collegati, la mappa costituisce quindi un labirinto da esplorare.